# Haunted Road
Pour plus de détails, voir Fiche technique et Distribution.
Haunted Road (chinois simplifié : 怨灵 ; chinois traditionnel : 怨靈 ; pinyin : Yuànlíng) est un film d'horreur à suspense chinois réalisé par Yijian Tong et sorti en 2014.

## Intrigue
Sept amis : Xuelian, Zengliang, Huazi, Haojian, Ningmeng, Xiaotian et Dudu, sont en route pour assister au mariage d'un ami lorsqu'ils voient les conséquences d'un accident de voiture sur une autoroute. Au lieu d'aider la victime, ils vaquent à leurs occupations jusqu'à ce que leur voiture tombe en panne, les obligeant à s'abriter sur une aire de repos. Tout au long du film, Xuelian se livre à des monologues sur ses amis : leur manque de sympathie pour la victime, le fait qu'ils ne voient l'amour qu'à travers le sexe et qu'ils ne révèlent leurs sentiments intérieurs que lorsqu'ils sont en conflit. Voyant qu'il n'y a personne à l'arrêt, les sept décident de camper pour la nuit. Dudu, qui est célibataire et aime manger, est mis au défi de prendre un selfie de l'autre côté de la route. Lorsque les lumières s'éteignent une à une, Dudu s'échappe vers le magasin de service alors que le fantôme la poursuit. Xiaotian est soudoyé par Zengliang pour prendre de la nourriture et des boissons, volant au passage de l'argent au comptoir ainsi que les économies de la victime de l'accident de voiture. Alors qu'il célèbre ses découvertes, il est poursuivi et tué par le fantôme.
Xuelian et Haojian décident de partir à la recherche de Dudu après un certain temps. Lorsque Haojian lui avoue son amour, Xuelian l'ignore pour qu'ils puissent poursuivre leur recherche sans interruption. Ils sont rejoints par Ningmeng, qui est amoureuse de Haojian, tandis que Zengliang et Huazi font l'amour dans le garage. Xuelian, Haojian et Ningmeng trouvent le corps de Dudu à la cafétéria. Paniquée, Ningmeng est abandonnée et tuée lorsque le fantôme enroule autour d'elle des vêtements serrés et des fils de corde à linge. Zengliang et Huazi se regroupent avec les deux autres après avoir découvert le corps de Xiaotian dans les toilettes. Blâmant Huazi pour avoir empêché le groupe d'examiner la victime de l'accident, Haojian tente de les tuer tous et parvient à blesser le genou de Zengliang, mais il est assommé par Xuelian et laissé pour mort aux mains du fantôme.
Le trio restant réalise que les morts sont annoncées par les photos envoyées aux survivants (celle de Dudu est envoyée à Xiaotian, celle de Xiaotian à Zengliang, celle de Ningmeng à Huazi et celle de Haojian à Xuelian). Ils tentent vainement de démarrer une voiture égarée au garage. Jaloux de voir Xuelian s'occuper de la blessure de Zengliang, Huazi truque la photo maudite et frappe Xuelian avec une clé à cliquet, la tuant apparemment. Le couple quitte l'enceinte jusqu'à ce que Huazi se casse la jambe dans un buisson. Abandonnée à son propre sort par Zengliang, Huazi est alors tuée par le fantôme. Après avoir vu brièvement l'illusion d'une route bondée, Zengliang retrouve Xuelian, qui a survécu à ses blessures. Cependant, il la laisse derrière lui sur la route, mais il est tué par le fantôme.
Laissée seule sur la route, Xuelian est confrontée au fantôme et apprend la vérité : Xuelian est la victime de l'accident de voiture. Maltraitée et tourmentée depuis son enfance, Xuelian a connu la goutte d'eau qui a fait déborder le vase lorsque son petit ami l'a plaquée en faveur d'une autre femme. Elle a tenté de se suicider en faisant une embardée sur l'autoroute, mais a survécu ; tous les événements précédents sont ses expériences de mort imminente. Ses six « amis » sont en fait des inconnus qui ont choisi de s'arrêter et de l'aider après avoir été témoins de l'accident ; ses monologues précédents sont ses réflexions sur son traumatisme. Le film se termine sur la déclaration de Xuelian selon laquelle les six étrangers l'ont aidée à échapper à l'obscurité et à sa vision négative du monde. 

## Fiche technique
- Titre : Haunted Road
- Réalisateur : Yijian Tong
- Date de sortie : Chine : 13 novembre 2014[1].

## Distribution
- Hong Soo-ah (en)
- Jiang Chao (en)
- Musi Ni
- Ling Peng
- Renata Tan
- Taiyu Gao
- Yue Xu

## Réception

### Box-office
Le film a rapporté 18,903 millions de yens au box-office chinois. 